# 14 هـ
14 هـ هي سنة في التقويم الهجري امتدت مقابلةً في التقويم الميلادي بين سنتي 635 و636.

## أحداث
- 14 في التقويم الهجري هو العام الذي تقابله الفترة ما بين 26 فبراير 635 إلى 15 فبراير 636 في التقويم الميلادي.
- فتح دمشق بقيادة أبو عبيدة بعد حصار دام أقل من عام.
- القوات الإسلامية تدخل مدينة غزة وبعلبك وحمص ضمن حملة لفتح بلاد الشام.
- معركة الجسر

## مواليد
- سعيد بن المسيب

## وفيات
- أبو قحافة صحابي ووالد الخليفة الراشدي الأول أبو بكر الصديق.
- العلاء بن الحضرمي
- سعد بن عبادة
- هند بنت عتبة
- سلمة بن أسلم بن حريس
- سعيد بن خالد
- سليط بن قيس